# Sokolniki Wielkie
Sokolniki Wielkie (prononciation : [sɔkɔlˈniki ˈvjɛlkʲɛ]) est un village polonais de la gmina de Kaźmierz dans le powiat de Szamotuły de la voïvodie de Grande-Pologne dans le centre-ouest de la Pologne.
Il se situe à environ 6 kilomètres au nord-ouest de Kaźmierz (siège de la gmina), 10 kilomètres au sud-ouest de Szamotuły (siège du powiat), et à 32 kilomètres au nord-ouest de Poznań (capitale de la Grande-Pologne).

## Histoire
De 1975 à 1998, le village faisait partie du territoire de la voïvodie de Poznań.

Depuis 1999, Sokolniki Wielkie est situé dans la voïvodie de Grande-Pologne.